# Copa Mercosur 1998
Copa Mercosur 1998 var den första säsongen av Copa Mercosur, en fotbollsturnering som spelades mellan klubbar i södra Sydamerika. I turneringen hade Brasilien 7 lag, Argentina 6 lag, Chile 3 lag samt Uruguay och Paraguay med 2 lag vardera. Detta innebar 20 lag totalt, som delades in i fem grupper om fyra. Där gick alla gruppvinnare samt de tre bästa tvåorna vidare till kvartsfinal.

## Gruppspel

### Grupp A
| Nr | Lag         | S | V | O | F | GM | IM | MS | P  |
| -- | ----------- | - | - | - | - | -- | -- | -- | -- |
| 1  | Cruzeiro    | 6 | 3 | 1 | 2 | 15 | 7  | +8 | 10 |
| 2  | San Lorenzo | 6 | 3 | 1 | 2 | 11 | 8  | +3 | 10 |
| 3  | São Paulo   | 6 | 2 | 1 | 3 | 8  | 12 | −4 | 7  |
| 4  | Colo-Colo   | 6 | 2 | 1 | 3 | 5  | 12 | −7 | 7  |

### Grupp B
| Nr | Lag                  | S | V | O | F | GM | IM | MS  | P  |
| -- | -------------------- | - | - | - | - | -- | -- | --- | -- |
| 1  | Palmeiras            | 6 | 6 | 0 | 0 | 16 | 3  | +13 | 18 |
| 2  | Nacional             | 6 | 3 | 0 | 3 | 10 | 14 | −4  | 9  |
| 3  | Independiente        | 6 | 2 | 0 | 4 | 12 | 15 | −3  | 6  |
| 4  | Universidad de Chile | 6 | 1 | 0 | 5 | 7  | 13 | −6  | 3  |

### Grupp C
| Nr | Lag         | S | V | O | F | GM | IM | MS | P  |
| -- | ----------- | - | - | - | - | -- | -- | -- | -- |
| 1  | Racing      | 6 | 4 | 2 | 0 | 9  | 4  | +5 | 14 |
| 2  | Olimpia     | 6 | 3 | 1 | 2 | 13 | 12 | +1 | 10 |
| 3  | Corinthians | 6 | 1 | 2 | 3 | 7  | 8  | −1 | 5  |
| 4  | Peñarol     | 6 | 0 | 3 | 3 | 6  | 11 | −5 | 3  |

### Grupp D
| Nr | Lag             | S | V | O | F | GM | IM | MS | P  |
| -- | --------------- | - | - | - | - | -- | -- | -- | -- |
| 1  | Vélez Sarsfield | 6 | 3 | 2 | 1 | 7  | 6  | +1 | 11 |
| 2  | Boca Juniors    | 6 | 3 | 0 | 3 | 11 | 7  | +4 | 9  |
| 3  | Flamengo        | 6 | 3 | 0 | 3 | 7  | 8  | −1 | 9  |
| 4  | Cerro Porteño   | 6 | 1 | 2 | 3 | 9  | 13 | −4 | 5  |

### Grupp E
| Nr | Lag                  | S | V | O | F | GM | IM | MS | P |
| -- | -------------------- | - | - | - | - | -- | -- | -- | - |
| 1  | River Plate          | 6 | 2 | 3 | 1 | 8  | 7  | +1 | 9 |
| 2  | Vasco da Gama        | 6 | 2 | 3 | 1 | 4  | 3  | +1 | 9 |
| 3  | Grêmio               | 6 | 2 | 1 | 3 | 10 | 9  | +1 | 7 |
| 4  | Universidad Católica | 6 | 1 | 3 | 2 | 6  | 9  | −3 | 6 |

### Rankning av grupptvåor
| Nr | Lag (grupp)       | S | V | O | F | GM | IM | MS | P  |
| -- | ----------------- | - | - | - | - | -- | -- | -- | -- |
| 1  | San Lorenzo (A)   | 6 | 3 | 1 | 2 | 11 | 8  | +3 | 10 |
| 2  | Olimpia (C)       | 6 | 3 | 1 | 2 | 13 | 12 | +1 | 10 |
| 3  | Boca Juniors (D)  | 6 | 3 | 0 | 3 | 11 | 7  | +4 | 9  |
| 4  | Vasco da Gama (E) | 6 | 2 | 3 | 1 | 4  | 3  | +1 | 9  |
| 5  | Nacional (B)      | 6 | 3 | 0 | 3 | 10 | 14 | −4 | 9  |

## Kvartsfinaler
| Lag 1           | Tot. resultat | Lag 2        | 1:a matchen | 2:a matchen | Straffar |
| --------------- | ------------- | ------------ | ----------- | ----------- | -------- |
| River Plate     | 1–4           | Cruzeiro     | 1–2         | 0–2         | —        |
| San Lorenzo     | 1–1           | Racing Club  | 0–0         | 1–1         | 2–0      |
| Palmeiras       | 4–2           | Boca Juniors | 3–1         | 1–1         | —        |
| Vélez Sarsfield | 4–6           | Olimpia      | 3–4         | 1–2         | —        |

## Semifinaler
| Lag 1     | Tot. resultat | Lag 2       | 1:a matchen | 2:a matchen | Straffar |
| --------- | ------------- | ----------- | ----------- | ----------- | -------- |
| Cruzeiro  | 2–1           | San Lorenzo | 1–0         | 1–1         | —        |
| Palmeiras | 3–0           | Olimpia     | 2–0         | 1–0         | —        |

## Final
| Lag 1    | Tot. resultat | Lag 2     | 1:a matchen | 2:a matchen | Omspel |
| -------- | ------------- | --------- | ----------- | ----------- | ------ |
| Cruzeiro | 3–4           | Palmeiras | 2–1         | 1–3         | 0–1    |